# L'Apocalypse (maison d'édition)
Pour les articles homonymes, voir Apocalypse (homonymie).
L'Apocalypse est une maison d'édition française spécialisée dans la bande dessinée expérimentale qui publie également d'autres types d'œuvres (textes, livres-objets, photographies, etc.),.

## À propos
Annoncée par Jean-Christophe Menu en août 2011, peu après son départ mouvementé de L'Association,, et cofondée avec l'aide d'Étienne Robial, elle publie ses premiers ouvrages à l'automne 2012. La ligne de la maison d'édition reste dans l'esprit du travail effectué par Menu à L'Association, tout comme son logo,.
Les trois premiers livres publiés par L'Apocalypse marquent son éclectisme : Susceptible de Geneviève Castrée, une bande dessinée autobiographique ; La Montagne de sucre, un recueil d'illustrations de Sandrine Martin ; la réédition des Pense-bêtes de Topor, recueil d'aphorismes avec cul-de-lampe. De plus, les trois livres sont dans des formats différents. Les formats s'uniformisent en partie avec le temps : on trouve en général un dos rond et une récurrence du format 19 sur 26 cm.
Les livres sont tous numérotés (APO 001, APO 002, etc.), mais ne paraissent pas toujours dans l'ordre : le 007 (Métamune Comix de Menu) est paru plus d'un an après le 009 (Céphalée de Renée French), et le 008 (Munograluxe) est paru un an et demi avant le 021 (Ictus de Nitcheva).
En 2024, l'éditeur annonce reprendre la collection 30x40, créée par Étienne Robial chez Futuropolis, commencée en 1974 avec Calvo et arrêtée en 1993 avec le no 22 consacré à Miles Hyman. En septembre 2024 sort ainsi le no 23, toujours conçu par Robial, consacré à Jean-Christophe Menu.

## Publications
| Numéro  | Titre                                    | Auteur                                | Date de publication | Commentaires |
| ------- | ---------------------------------------- | ------------------------------------- | ------------------- | --- |
| APO 001 | Susceptible                              | Geneviève Castrée                     | octobre 2012        | |
| APO 002 | La Montagne de sucre                     | Sandrine Martin                       | octobre 2012        | Illustration |
| APO 003 |                                          | Roland Topor                          | octobre 2012        | Texte initialement paru au Cherche midi en 1992.                                                                                           |
| APO 004 | Le Rêveur captif                         | Barthélémy Schwartz                   | octobre 2012        | |
| APO 005 | Les Lundis de Delfeil de Ton, tome 1     | Delfeil de Ton                        | octobre 2012        | |
| APO 006 | Le Cœur sanglant de la réalité           | Nadja                                 | novembre 2012       | |
| APO 007 | Métamune Comix                           | Jean-Christophe Menu                  | février 2014        | Publication annoncée puis retardée. |
| APO 008 | DDT                                      |                                       |                     | plaquette gratuite de 8 pages, offerte aux amis, à la presse et aux mille premiers acheteurs du livre Les Lundis de Delfeil de Ton, tome 1 |
| APO 009 | Céphalées,                               | Renée French                          | janvier 2013        | |
| APO 010 | Lutte des corps et chute des classes     | François Henninger et Thomas Gosselin | janvier 2013        | |
| APO 011 | L'Heure du loup                          | Rachel Deville                        | février 2013        | |
| APO 012 | Comiscope                                | David Rault                           | février 2013        | Photographies |
| APO 014 | Vapor                                    | Max                                   | mars 2013           | |
| APO 015 | Notoposs                                 | Samuel Starck                         | avril 2013          | |
| APO 017 | Lettre à la mère                         | Mazen Kerbaj                          | mai 2013            | |
| APO 018 | Le Livre de Léviathan                    | Peter Blegvad                         | novembre 2013       | Prix révélation au festival d'Angoulême 2014                                                                                               |
| APO 019 | Dark Country                             | Thomas Ott                            | octobre 2013        | |
| APO 020 | Billy the kid                            | Willem                                | janvier 2014        | Premier livre de Willem paru en Hollande en 1968                                                                                           |
| APO 021 | Ictus                                    | Nitcheva                              | septembre 2015      | |
| APO 023 | Munograluxe                              | Jean-Christophe Menu                  | janvier 2014        | Réédition « collector » à 223 exemplaires de Munographie, publié à An 2 en 2004                                                            |
| APO 024 | Les lundis de Delfeil de Ton (1978-1979) | Delfeil de Ton                        | octobre 2022        | |
| APO 025 | Hanbok                                   | Sophie Darcq                          | janvier 2023        | |
| APO 026 | Les lundis de Delfeil de Ton (1980-1981) | Delfeil de Ton                        | août 2023           | |
| APO 028 | Aristée                                  | Vincent Vanoli                        | octobre 2023        | |
| APO 029 | N'interrompez pas mon rêve éveillé       | Laura Park                            | 2023                | |
|         | Le Copirit                               | Jean-Claude Forest                    | août 2024           | Réédition d'une œuvre de jeunesse publiée dans Vaillant entre 1952 et 1953.                                                                |
|         | Le 30’40 de MENU                         | Jean-Christophe Menu                  | septembre 2024      | Reprise de la collection 30x40 de Futuropolis.                                                                                             |